# Micrornebius spadiceus
Micrornebius spadiceus är en insektsart som beskrevs av Andrej Vasiljevitj Gorochov 1994. Micrornebius spadiceus ingår i släktet Micrornebius och familjen Mogoplistidae. Inga underarter finns listade i Catalogue of Life.